# Gemeente Belangen Zandvoort
Gemeente Belangen Zandvoort (GBZ) is een lokale politieke partij in de Nederlandse gemeente Zandvoort.

## Geschiedenis
De partij werd in 1989 opgericht en nam in 1994 voor het eerst deel aan de gemeenteraadsverkiezingen. GBZ behaalde toen vier van de zeventien zetels in de gemeenteraad. Ze nam deel aan de besturende coalitie maar leverde geen wethouder. In 1998 zakte de partij terug naar twee zetels, in 2002 werden het er weer vier. Het dieptepunt voor de partij was in 2006, toen ze van vier zetels terugzakte naar een. Bij de raadsverkiezingen van 2010 behaalde de partij twee zetels en vier jaar later, in 2014, wist ze die te behouden.

## Raad 2014
Tijdens de raadsverkiezingen van 2014 behaalde de partij twee zetels in de gemeenteraad van Zandvoort. De raadsleden werden Michel Demmers en Astrid van der Veld. Leo Miezenbeek werd buitengewoon raadslid. Dit houdt in dat het betreffende lid mee kan vergaderen in de Commissies, maar daarbij geen stemrecht heeft. Vanaf 3 maart 2015 had GBZ een derde fractielid in de persoon van Han Cohen die overstapte vanuit de Ouderen Partij Zandvoort.